# Loop-the-Loop
「Loop-the-Loop」（ループ・ザ・ループ）は、KOTOKOの16枚目のシングル。2010年10月20日にジェネオン・ユニバーサルから発売された。

## 概要
前作「碧羅の天へ誘えど」から約3ヶ月ぶり、2010年2作目のリリース作品。I'veおよびジェネオン・ユニバーサル在籍時としては最後のシングルでもある。
表題曲「Loop-the-Loop」は、テレビアニメ『もっとTo LOVEる -とらぶる-』のオープニングテーマとして起用された。自身の楽曲がテレビアニメの主題歌として起用されるのは、13枚目のシングル「daily-daily Dream」以来。また、発売日の約2ヶ月前である2010年8月29日に行われた『Animelo Summer Live 2010 -evolution-』にて表題曲が披露された。
初回限定盤、通常盤の2種リリースであり、前者には「Loop-the-Loop」のPVを収録したDVDが同梱されている。また、シングルの2種リリースは前々作「SCREW」以来。

### 主な記録
2010年11月1日付のオリコン週間シングルチャートで18位を獲得。初動売上は0.4万枚であり、前作「碧羅の天へ誘えど」から約1000枚減少した。また、シングル作品のTOP20入りは、前作から2作連続。
I'veに所属しているアーティストのTOP20入りは、川田まみの9枚目のシングル「No buts!」以来。
2010年11月1日付のBillboard Hot Singles Salesで25位を獲得。同チャートへのランクインは13枚目のシングル「daily-daily Dream」から4作連続。

## 批評
CDジャーナルは、「開放感溢れるポップな曲であるが、ノイジィギターやヘヴィメタルを入り混ぜたドラマティックな曲展開になっている。」と評した。

## 収録曲
1. Loop-the-Loop [4:11]
  - 作詞：KOTOKO、作曲：KOTOKO・中沢伴行、編曲：中沢伴行・尾崎武士
  - テレビアニメ『もっとTo LOVEる -とらぶる-』オープニングテーマ
2. 雷鳴が鳴く頃 [5:53]
  - 作詞・作曲：KOTOKO、編曲：C.G mix
3. Loop-the-Loop（instrumental）
4. 雷鳴が鳴く頃（instrumental）

DVD（初回限定盤のみ）
1. Loop-the-Loop（Music Clip）